# Церква святого апостола Павла і святого Аліпія Стовпника (Анталія)

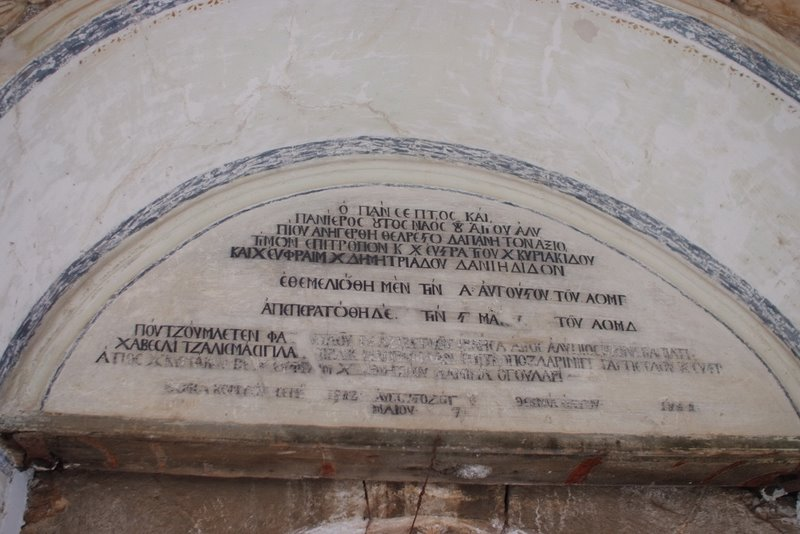
Ктиторський напис родини Данілідіс в храмі прп. Аліпія в Анталії

Церква святого апостола Павла і святого Аліпія Стовпника (Анталія) (грец. Ἱερός Ναός αγίων Παύλου του Αποστόλου και Αλυπίου του Κιονίτου) — храм Пісідійської митрополії Константинопольської православної церкви, розташований в місті Анталія в Туреччини.

## Історія
Згідно ктиторського напису, храм був збудований на кошти сімей греків Євстратія і Єфрема Данілідісів. Хаджі-Євстратій і Хаджі-Єфрем були двоюрідними братами. Власною працею вони набули великі статки й були відомими благодійниками, турбувались про місцевих жителів Анталії. З того ж ктиторського напису відомо, що храм закладено в фортеці грецького кварталу Кілінцарслан 1 серпня 1843 року, а його будівництво було закінчено 6 травня 1844 року. Це був домовий храм великої родини Данілідісів і після малоазійських катастрофи й насильницького обміну населенням між Туреччиною і Грецією в 1922 році перейшов у власність приватної особи.
Будівля храму була занедбана 75 років. Останні власники, з дозволу і під наглядом Археологічного управління Анталії, почали роботи зі зміцнення зовнішнього вигляду стін, фундаменту, виготовлення вікон та дверей, сходів і настилів підлоги.
У 2006 році були зібрані й передані патріарху Варфоломію 300 підписів під зверненням відкрити в Анталії російський православний храм. Дана тема обговорювалася, зокрема, на зустрічі Патріарха Варфоломія і Патріарха Алексія II в Стамбулі у 2007 році. Архімандрит Віссаріон (Комзіас) зазначив, що "Відкриття російського православного приходу в Анталії — це прорив у відносинах як між Константинопольським і Московським Патріархатами, так і між Москвою і Анкарою. З 12 липня 2009 з дозволу місцевої влади в храмі проводилися богослужіння. Таким чином була задоволена потреба в духовній потребі тисяч православних віруючих. У 2010 році відбулося відкриття храму. Сім'я Данілідісов присвятила храм преподобного Аліпію Стовпнику, тому було вирішено, що в храмі також буде освячений престол і на честь апостола Павла: Анталія — місце проповіді апостола Павла під час його першої апостольського подорожі.
Влітку 2011 року храм був забезпечений іконами та всім необхідним для служб інвентарем.
4 вересня 2011 храм, через 90 років запустіння, освятив митрополит Пісідійській Сотір (Трамбас).. Церква святого апостола Павла і святого Аліпія Стовпника відкрита щодня для відвідування, богослужіння з травня 2016 року.
15 липня 2012 храм вперше відвідав патріарх Константинопольський Варфоломій; візит був приурочений до дня пам'яті собору святих в Пісідії. До кінця січня 2019 року в храмі був настоятелем архімандрит Михаїл (Аніщенко).
21 липня 2019 роки під час літургії в церкві Вселенський патріарх Варфоломій, митрополит Пісідійській Сотір (Трамбас), Галліопольскій Стефан (Дінідіс), Кідонійскій Афінагор (Хрісаніс) і Сіліврійскій Максим (Вгенопулос) зробили архієрейську хіротонію Амвросія (Хорозідіса), діяльність якого як вікарія Пісідійській митрополії зосереджена на духовності слов'яномовних православних віруючих, які проживають в регіоні Анталія.

## Опис будівлі
Храм знаходиться у Старому місті, недалеко від Караолу парку, де знаходиться міська адміністрація і Генеральне консульство Росії. Це є центр християнського громадського життя анталійського узбережжя для проживаючих в регіоні православних християн, які говорять слов'янськими мовами. Богослужіння в храмі відбуваються церковнослов'янською мовою російськомовними кліриками. Настоятель храму — єпископ Євдокіадький Амвросій (Хорозідіс), вікарій Пісідійської митрополії.
Церква — невелика кам'яна споруда з двосхилим дахом. Має невеликий двір із господарськими спорудами.